# Marcus Payten
Marcus Barry Payten (Crawley, 24 aprile 1974 – Cooyar, 12 ottobre 2003) è stato un pilota motociclistico australiano, nato in Gran Bretagna.

## Carriera
Payten inizia la sua carriera da pilota professionista in ambito nazionale, chiudendo terzo nel 1993 il campionato Australiano 250 "production", classificandosi al terzo posto anche nel campionato Australiano 250 GP del 1995. Migliora il suo piazzamento nel campionato nazionale 250 nelle stagioni 1996 e 1997, entrambe chiuse al secondo posto.
Corre la sua prima gara iridata nel motomondiale del 1995 nella classe 250, prendendo parte al GP d'Australia come wild card, gara che conclude al 14º posto, piazzamento che gli consente di racimolare due punti per la classifica piloti.
Nel 1996 corre ancora nel mondiale 250, anche se questa stagione prende parte a due gare, confermandosi al 14º posto nel GP d'Australia, mentre chiude fuori dalla zona punti quello del Brasile.
Ritorna a competere nel motomondiale nella stagione 2001, quando viene iscritto quale pilota titolare nella classe 500 con una Honda NSR 500 V2 del team Dee Cee Jeans Racing. Prende parte però solo alle prove del GP del Giappone, in quanto non riesce a qualificarsi per la gara domenicale, venendo sostituito per le restanti gare in calendario da Anthony West. Sempre nel 2001 Payten corre due gare del campionato Italiano Velocità nella classe Superbike con una Suzuki.
Muore il 12 ottobre 2003 all'età di 29 anni, a seguito di un incidente durante una gara motociclistica di fuoristrada in Australia.

## Risultati in gara nel motomondiale
| 1995 | Classe | Moto   |    |  |  |  |  |  |  |  |  |  |  |  |  |  |  |  | Punti | Pos. |
| ---- | ------ | ------ | -- |  |  |  |  |  |  |  |  |  |  |  |  |  |  |  | ----- | ---- |
| 1995 | 250    | Yamaha | 14 |  |  |  |  |  |  |  |  |  |  |  |  |  |  |  | 2     | 30º  |

| 1996 | Classe | Moto  |  |  |  |  |  |  |  |  |  |  |  |  |  |    |    |  | Punti | Pos. |
| ---- | ------ | ----- |  |  |  |  |  |  |  |  |  |  |  |  |  | -- | -- |  | ----- | ---- |
| 1996 | 250    | Honda |  |  |  |  |  |  |  |  |  |  |  |  |  | 19 | 14 |  | 2     | 34º  |

| 2001 | Classe | Moto  |    |  |  |  |  |  |  |  |  |  |  |  |  |  |  |  | Punti | Pos. |
| ---- | ------ | ----- | -- |  |  |  |  |  |  |  |  |  |  |  |  |  |  |  | ----- | ---- |
| 2001 | 500    | Honda | NQ |  |  |  |  |  |  |  |  |  |  |  |  |  |  |  | 0     |      |

| Legenda | 1º posto        | 2º posto            | 3º posto            | A punti      | Senza punti        | Grassetto – Pole position Corsivo – Giro più veloce |
| Legenda | Gara non valida | Non qual./Non part. | Ritirato/Non class. | Squalificato | '-' Dato non disp. | Grassetto – Pole position Corsivo – Giro più veloce |